# Белостоцкий, Зигмунт
Зигмунт Белостоцкий (1897, Белосток —1942 ?, Варшава) — польский музыкант, пианист, дирижёр и композитор еврейского происхождения.

## Биография
Был музыкальным руководителем в театрах Лодзи (1925—1930) и Варшавы. Работал дирижёром и пианистом в Варшавских «ревю-театрах» и кабаре между мировыми войнами. Написал музыку к ряду песен и постановок на идише.
После оккупации фашистами Варшавы в 1940 году оказался в гетто. Точная дата его смерти неизвестна. Погиб при ликвидации Варшавского гетто в 1942 или 1943 году.
Жена — актриса Соня Мандельгрин.

## Творчество
Автор ряда популярных довоенных песен.
Создал более сотни музыкальных произведений, в основном, танго и фокстроты, музыку к кинофильмам (например, фильм «Белый яд», 1932).
Произведения З. Белостоцкого исполняли известные артисты, среди них, Евгениуш Бодо и Пётр Лещенко, который с успехом пел песню «с русской душой» — «Андрюша», фокстрот созданный в начале 1930-х годов.
В творческом наследии З. Белостоцкого было несколько подобных песен: фокстроты «Наташа» и «Катюша», вальс «О любви не говори мне» и др. Каждая из этих песен в исполнении Петра Лещенко могла бы стать шедевром, но повезло только «Андрюше», русский вариант этого зажигательного фокстрота в исполнении легендарного певца получил всемирную известность.
Его танго «Ребека», созданное на хасидских мотивах и исполняемое евреями-хасидами, было очень популярно в ночных клубах, кофейнях и ресторанах предвоенной Варшавы.

## Избранные сочинения
Танго
- Jesienne marzenia,
- Andrusowskie tango,
- Pomalutku, po cichutku,
- Szczęście trzeba rwać jak świeże wiśnie
- Zoboth

Фокстроты
- Ach, te Rumunki,
- Katiusza,
- Andriusza,
- Ecie-pecie
- Hanko,
- Ireno,
- Zosiu

Песни и эстрадные мелодии
- Choć goło lecz wesoło ,
- Nasze kawalerskie,
- Noc jesienna ,
- Na dnie serca,
- Nie można zmuszać do miłości,
- Pieśń o matce
- Ja przedwojenny wolę styl,
- Czy mu dać
- Jesienne marzenie